# Rhynchospora setigera
Rhynchospora setigera är en halvgräsart som först beskrevs av Carl Sigismund Kunth, och fick sitt nu gällande namn av August Heinrich Rudolf Grisebach. Rhynchospora setigera ingår i släktet småag, och familjen halvgräs. Inga underarter finns listade i Catalogue of Life.